# 1-Methylcytosin
1-Methylcytosin ist eine heterocyclische organische Verbindung mit einem Pyrimidingrundgerüst. Es ist ein Derivat der Nukleinbase Cytosin mit einer zusätzlichen Methylgruppe in Position 1. Es kommt als Bestandteil der Hachimoji-DNA vor.

## Gewinnung und Darstellung
1-Methylcytosin kann durch Umsetzung von Cytosin mit Dimethylformamid‐dimethylacetal in Gegenwart von Trifluoressigsäure gewonnen werden.